# La Aldea del Obispo
La Aldea del Obispo – gmina w Hiszpanii, w prowincji Cáceres, w Estramadurze, o powierzchni 37,85 km². W 2011 roku gmina liczyła 337 mieszkańców.